# Bitwa pod Isaszeg
Bitwa pod Isaszeg – starcie zbrojne, które miało miejsce 6 kwietnia 1849 w trakcie powstania węgierskiego.
Do bitwy doszło kilka dni po zwycięskich dla Węgrów bitwach nad Austriakami pod Hatvan oraz Tabiabicske. Dnia 6 kwietnia 1849 r. 52-tysięczne siły węgierskie dowodzone przez generała Artura von Görgeya przypuściły atak na pozycje austriackie (36 000 ludzi) pod wsią Isaszeg. W trakcie bitwy na tyły węgierskie dostał się jeden z korpusów austriackich pod dowództwem generała Franza von Schlika. Z pomocą Węgrom przybył wówczas batalion Józefa Wysockiego, który wyparł przeciwnika, zmuszając go do odwrotu. W wyniku zaciętej walki ostatecznie Węgrom udało się zdobyć wieś Isaszeg. Straty austriackie wyniosły 4 000 zabitych i rannych. 